# Кабанов, Николай Назарович
Никола́й Наза́рович Каба́нов (13 марта 1908 года — ?) — советский хозяйственный, государственный и политический деятель, Герой Социалистического Труда.

## Биография
Родился в 1908 году в селе Агишево (ныне — в Шацком районе Рязанской области). Член КПСС с года.
С 1924 года — на хозяйственной, общественной и политической работе. В 1924—1968 гг. — слесарь на крахмальном заводе, слесарь на Коломенском паровозостроительном заводе, выпускник совпартшколы, управляющий Шацкого зерносовхоза, в Красной Армии, участник Великой Отечественной войны, заведующий Шацким райземотделом, председатель Кораблинского райисполкома, председатель Ермишинского райисполкома, секретарь Захаровского райкома КПСС, первый секретарь Сасовского райкома КПСС, управляющий отделением совхоза «Чернеевский», на заводе «Рязсельмаш».
Указом Президиума Верховного Совета СССР от 8 января 1960 года присвоено звание Героя Социалистического Труда с вручением ордена Ленина и золотой медали «Серп и Молот».
Делегат XX съезда КПСС.
Умер после 1985 года.